# Liste von Schulmuseen

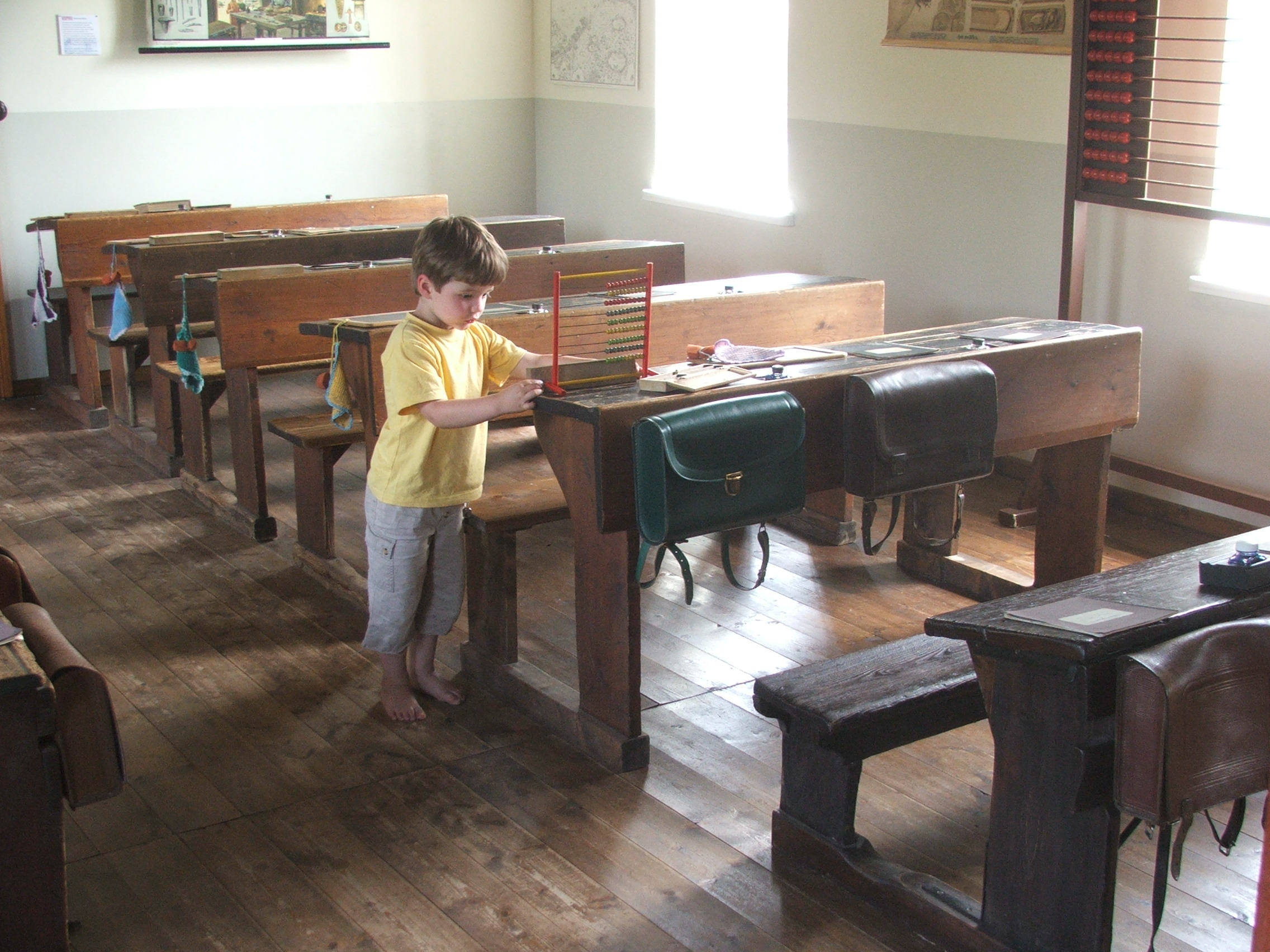
Schulhaus im Torf- und Siedlungsmuseum, Wiesmoor.

Die folgende Liste der Schulmuseen gibt einen Überblick zu den Schulmuseen in aller Welt, geordnet nach Ländern und Regionen. Die Liste erhebt keinen Anspruch auf Vollständigkeit.

## Deutschland
| Institution | Ort                                                            | Bundesland             | Abbildung |
| --- | -------------------------------------------------------------- | ---------------------- | --------- |
| Badisches Schulmuseum Karlsruhe | Palmbach (Karlsruhe)                                           | Baden-Württemberg      |           |
| Schulmuseum Friedrichshafen | Friedrichshafen                                                | Baden-Württemberg      |           |
| Schulmuseum Nordwürttemberg | Kornwestheim                                                   | Baden-Württemberg      |           |
| VS-Schulmuseum der VS Vereinigte Spezialmöbelfabriken                                                                                      | Tauberbischofsheim                                             | Baden-Württemberg      |           |
| Schulmuseum in Zell-Weierbach („Schulmuseum für ehemals Großherzoglich Badische Schulen“ bei Offenburg)                                    | Zell-Weierbach                                                 | Baden-Württemberg      |           |
| Schulmuseum Ahrain | Ahrain, Markt Essenbach, Landkreis Landshut                    | Bayern                 |           |
| Allgäu-Schwäbisches Dorfschulmuseum | Daxberg bei Erkheim, Landkreis Unterallgäu                     | Bayern                 |           |
| Chiemgauer Schulmuseum | Tacherting, Landkreis Traunstein                               | Bayern                 |           |
| Bayerisches Schulmuseum Ichenhausen | Ichenhausen                                                    | Bayern                 |           |
| Heinrich-Stiefel-Schulmuseum | Ingolstadt (Wirtschaftsschule)                                 | Bayern                 |           |
| Städtisches Schulmuseum Lohr am Main in Sendelbach                                                                                         | Sendelbach                                                     | Bayern                 |           |
| Schulmuseum Nürnberg | Nürnberg                                                       | Bayern                 |           |
| Erstes Bayerisches Schulmuseum Sulzbach-Rosenberg                                                                                          | Sulzbach-Rosenberg                                             | Bayern                 |           |
| Schulmuseum Fronau | Fronau (Roding)                                                | Bayern                 |           |
| Schulmuseum Blumberg | Blumberg (Ahrensfelde), Gemeinde Ahrensfelde, Landkreis Barnim | Brandenburg            |           |
| Schulmuseum Reckahn | Reckahn, Gemeinde Kloster Lehnin, Landkreis Potsdam-Mittelmark | Brandenburg            |           |
| Schulmuseum Bremen | Bremen                                                         | Bremen                 |           |
| Schulhistorische Sammlung Bremerhaven | Bremerhaven                                                    | Bremen                 |           |
| Hamburger Schulmuseum | Hamburg-St. Pauli                                              | Hamburg                |           |
| Schulmuseum im Main-Taunus-Kreis | Kriftel                                                        | Hessen                 |           |
| Schulmuseum Middelhagen | Middelhagen, Landkreis Vorpommern-Rügen                        | Mecklenburg-Vorpommern |           |
| Städtisches Schulmuseum | Braunschweig                                                   | Niedersachsen          |           |
| Schulmuseum Hildesheim | Hildesheim                                                     | Niedersachsen          |           |
| Schulmuseum Lilienthal | Lilienthal                                                     | Niedersachsen          |           |
| Nordwestdeutsches Schulmuseum Zetel-Bohlenbergerfeld                                                                                       | Zetel-Bohlenbergerfeld (Zetel#Museen)                          | Niedersachsen          |           |
| Ostfriesisches Schulmuseum Folmhusen | Folmhusen                                                      | Niedersachsen          |           |
| Alte Dorfschule Bothmer | Schwarmstedt                                                   | Niedersachsen          |           |
| Schulmuseum Steinhorst | Steinhorst, Landkreis Gifhorn                                  | Niedersachsen          |           |
| Schulmuseum Ahaus | Ahaus                                                          | Nordrhein-Westfalen    |           |
| Schulmuseum Bergisch Gladbach | Bergisch Gladbach                                              | Nordrhein-Westfalen    |           |
| Museum Osthusschule | Bielefeld                                                      | Nordrhein-Westfalen    |           |
| Pädagogisches Museum an der Uni Bielefeld                                                                                                  | Bielefeld                                                      | Nordrhein-Westfalen    |           |
| Das ehemalige Schulmuseum Bochum ist seit 2015 geschlossen. Das historische Schulzimmer hat das Heimatmuseum Unser Fritz Herne übernommen. | Bochum                                                         | Nordrhein-Westfalen    |           |
| Westfälisches Schulmuseum | Dortmund                                                       | Nordrhein-Westfalen    |           |
| Museumsschule Hiddenhausen | Hiddenhausen-Schweicheln                                       | Nordrhein-Westfalen    |           |
| Museum für Gesellschafts- und Umweltgeschichte                                                                                             | Wuppertal                                                      | Nordrhein-Westfalen    |           |
| Schulmuseum Immerath | Immerath                                                       | Rheinland-Pfalz        |           |
| Saarländisches Schulmuseum | Ottweiler, Landkreis Neunkirchen (Saarland)                    | Saarland               |           |
| Schulmuseum Dresden | Friedrichstadt (Dresden)                                       | Sachsen                |           |
| Ebersdorfer Schulmuseum | Chemnitz-Ebersdorf                                             | Sachsen                |           |
| Schulmuseum Leipzig | Leipzig                                                        | Sachsen                |           |
| Schul- und Heimatmuseum Straßberg | Straßberg (Harz)                                               | Sachsen-Anhalt         |           |
| [Dorf- und Schulmuseum Schönwalde a.B.] | Schönwalde am Bungsberg, Ostholstein                           | Schleswig-Holstein     |           |
| Museum der Salzmannschule Schnepfenthal | Waltershausen, Landkreis Gotha                                 | Thüringen              |           |

## Andere Länder
| Institution                                                                                        | Ort                                | Staat              | Abbildung |
| -------------------------------------------------------------------------------------------------- | ---------------------------------- | ------------------ | --------- |
| Schulmuseum Bozen                                                                                  | Bozen                              | Italien            |           |
| Oberösterreichisches Schulmuseum bzw. Schulmuseum Bad Leonfelden                                   | Bad Leonfelden                     | Österreich         |           |
| Virtuelles Schulmuseum Klagenfurt                                                                  | Klagenfurt am Wörthersee           | Österreich         |           |
| Schulmuseum Michelstetten                                                                          | Michelstetten                      | Österreich         |           |
| Schulmuseum Schulstubn Glocknhäusl                                                                 | Kasten, St. Peter am Wimberg       | Österreich         |           |
| Erstes Wiener Schulmuseum                                                                          | Wien                               | Österreich         |           |
| Schulmuseum Edelhof                                                                                | Edelhof, Zwettl                    | Österreich         |           |
| Brot- und Schulmuseum                                                                              | Radzionków, Woiwodschaft Schlesien | Polen              |           |
| Stockholmer Schulmuseum („Skolmuseet“)                                                             | Stockholm                          | Schweden           |           |
| Schulmuseum Bern in Köniz                                                                          | Köniz, Kanton Bern                 | Schweiz            |           |
| Schulmuseum Mühlebach                                                                              | Amriswil, Kanton Thurgau           | Schweiz            |           |
| Slowenisches Schulmuseum Ljubljana                                                                 | Ljubljana (Laibach)                | Slowenien          |           |
| Blackwell History of Education Museum (NIU’s Blackwell Museum; NIU = Northern Illinois University) |                                    | Vereinigte Staaten |           |
| Museum of Education (University of South Carolina – Columbia)                                      |                                    | Vereinigte Staaten |           |